# Чемпионат России по дзюдо 2020
Чемпионат России по дзюдо 2020 года должен был состояться 7-10 ноября в Хабаровске. Но в связи со сложной эпидемиологической ситуацией в регионе, связанной с пандемией COVID-19, Федерацией дзюдо России было принято решение о его отмене. Хабаровск уже принимал чемпионат страны в сентябре 2016 года. В октябре 2020 года школьники Хабаровского края были отправлены на досрочные каникулы в связи с эпидемией COVID-19.